# Raja bahamensis
Raja bahamensis är en rockeart som beskrevs av Bigelow och Schroeder 1965. Raja bahamensis ingår i släktet Raja och familjen egentliga rockor. IUCN kategoriserar arten globalt som otillräckligt studerad. Inga underarter finns listade i Catalogue of Life.